# Дрейден, Сергей Симонович
Серге́й Симо́нович Дре́йден (Донцо́в; 14 сентября 1941, Новосибирск, РСФСР, СССР — 8 мая 2023, Иматра, Финляндия) — советский и российский актёр театра и кино. Лауреат двух национальных театральных премий «Золотая маска» (2000, 2001), трёх высших театральных премий Санкт-Петербурга «Золотой софит» (1998, 2011, 2012) и премии Российской Академии кинематографических искусств «Ника» (2010, 2021).

## Биография
Родился в семье театроведа Симона Давидовича Дрейдена (1905—1991) и актрисы Зинаиды Ивановны Донцовой (1902—1971) в Новосибирске, куда его родители были эвакуированы из Ленинграда.
Его прадеду по отцу, еврею по национальности, Шимону Дрейдену, как кантонисту было дозволено право жительства в Санкт-Петербурге. Дед — Давид Дрейден (1877—1919) — до революции 1917 года владел маленькой типографией в Санкт-Петербурге. Бабушка — Софья Ильинична Флейтман (1882—1958) также была из семьи владельца типографии.
Дед со стороны матери, Иван Донцов, был старшим дворником Казанского собора.

### Карьера
Окончил актёрский факультет ЛГИТМиК (1962, курс Татьяны Сойниковой).
С 1962 года актёр Ленинградского театра миниатюр под руководством А. И. Райкина.
В 1963—1964 годах — актёр Ленинградского театра драмы и комедии.
В 1964—1968, 1970—1980 годах — актёр Ленинградского Театра комедии им. Н. П. Акимова.
С 1985 года три сезона работал в высокогорной геологической экспедиции в Восточной Сибири.
В 1988 году в титрах фильма «Фонтан» в память матери назвался Донцовым, тем самым желая отделить работу в театре от работы в кино. К фамилии Дрейден вернулся только в фильме «Русский ковчег» Александра Сокурова.
Выступал на эстраде в России, Украине, Молдавии с моноспектаклями и в камерных постановках экспериментального характера. В 1989 году вместе с женой Аллой Соколовой организовал Мастерскую драматурга и актёра при ВОТМ. В 1990-х работал в Театральном музее, в театре «Приют Комедианта», галерее «Борей», в «Чаплин-клубе» (площадка «Лицедеев»), БДТ им. М. Горького.
1 февраля 2012 года Дрейден за роль в спектакле «Мой уникальный путь» в постановке Григория Дитятковского (театр «Приют Комедианта») удостоен Санкт-Петербургской премии имени В. И. Стржельчика.
4 декабря 2012 года театральная Премия «Золотой софит» объявила Сергея Дрейдена лучшим актёром 2012 года. Он был удостоен Премии «за лучшую мужскую роль», а именно: за роль в спектакле Григория Дитятковского «Мой уникальный путь» по пьесе Брайана Фрила «Целитель верой».
11 декабря 2012 года в Санкт-Петербурге, в Музее театрального и музыкального искусства состоялась торжественная церемония вручения Премии имени Андрея Толубеева. Сергей Дрейден был удостоен награды «За легендарный творческий путь и уникальную самостоятельность в актёрской профессии». Владимир Фунтусов о Сергее Дрейдене:
Про него можно сказать, что не он ищет для себя театр или спектакль, но театры и режиссёры соревнуются друг с другом за право работать с Сергеем Дрейденом. Его появление в любом театре или спектакле всегда событие.

### Детство
Когда началась война в 1941 году, родители Дрейдена, ленинградцы, Симон Давидович и Зинаида Ивановна, поехали вместе с театром в эвакуацию, в Новосибирск. Там семья Дрейденов оказалась вместе с семьями актёров Николая Черкасова и Василия Васильевича Меркурьева.
Родился 14 сентября 1941 года, сразу, как только поезд с работниками Ленинградского театра им. Пушкина прибыл в Новосибирск. У матери было мало молока, поэтому молочной матерью стала дочь Всеволода Мейерхольда (жена актёра Василия Васильевича Меркурьева) — Ирина Всеволодовна Мейерхольд.
В 1944 году семья Дрейденов из Новосибирска переехала в Москву, жила на Тверском бульваре, за кулисами Камерного театра, где Симон Дрейден работает завлитом у Александра Яковлевича Таирова.
В 1948 году Дрейдены вернулись в Ленинград, где получили квартиру на улице Чайковского в доме № 43. В 1949 году Симон Дрейден был арестован как враг народа. От Сергея арест скрывали, объясняя его отсутствие важной работой в Кремле.
В детстве много болел и когда лежал в постели, слушал радиоспектакли.
Я запоминал текст, а потом играл его перед мамой. Наверное, это и стало основой. Мне уже было не отвертеться
С раннего детства любил рисовать, и, заметив это, родители отдали его в художественную школу. Рос домашним ребёнком, в первом классе не учился, был водим няней в немецкую группу на дому (сохранившуюся от старых времён). Когда его перевели в школу (школа № 203 имени Грибоедова А. С., бывшая «Анненшуле», в которой учился Иосиф Бродский и другие знаменитые люди), то через 10 минут после начала первого урока встал, взял свой портфель, собрал туда тетради, объявил: «Мне домой надо! Мне пора» — и ушёл. Спустя время Сергея как сына врага народа исключат из пионеров.
Вместе со школой в жизнь «домашнего мальчика» вошли пионерские лагеря от крупных заводов, где он проводил по три смены за лето. Матери, актрисе, самые разнообразные предприятия, где она выступала, выдавали путёвки в лагеря для сына; а она в это время ездила на гастроли, зарабатывала деньги — ей надо было кормить сына, себя и собаку и отправлять посылки мужу в лагеря.
После освобождения и реабилитации в 1954 году, отец, отбыв в лагере пять лет из десяти, вернулся к жене и уже 13-летнему сыну. Некоторое время он жил с семьёй, но вскоре переехал в Москву, видясь с сыном только во время школьных каникул.
Зимой 1955 года, получив в подарок от отца коньки, практически не умея кататься на них, мальчик упал и получил сотрясение мозга. Родители отправили сына в Комарово, в санаторий. Сергей познакомился с Георгием Товстоноговым, их номера оказались напротив друг друга. Сам Дрейден вспоминает об этой встрече так:
Мы с ним катались на лыжах, и я ему рассказывал неприличные анекдоты; он хохотал, как безумный, потому что, кроме меня, их ему никто не мог рассказать. Общался с его сыновьями, бывал у него дома, но в том возрасте не оценивал ситуацию как «О! Сам Товстоногов!» — мне это было совсем не нужно. Георгий Александрович как раз поставил «Оптимистическую трагедию», но в БДТ начал ходить, когда я стал студентом. Может быть, начал небрежно, а потом уже — очень внимательно.
Во время школьных каникул отец навещал Сергея в Ленинграде — они ходили на спектакли, на фильмы в Доме кино. Отец познакомил его со своим лагерным другом — военным кинооператором Виктором Тимковским, и Сергей начал заниматься у него в фотостудии при ДК имени Кирова.
После окончания школы собирался поступать на операторский факультет во ВГИК. Отец устроил его такелажником на «Ленфильм», так как, чтобы подать документы в приёмную комиссию, необходим был производственный опыт.
Однажды шёл по Моховой, где в Театральном институте учились его друзья, которые стали агитировать его поступать.

### 1960-е годы
Сразу после окончания Театрального института, в 1962 году, пришёл в Театр миниатюр Аркадия Райкина, но проработал в нём всего четыре месяца, будучи не готов исполнять вспомогательные функции. В 1963 году театральный режиссёр Роза Абрамовна Сирота пригласила молодого артиста в Театр на Литейном, где его увидел Николай Акимов и пригласил в Театр Комедии — играть в спектакле «Гусиное перо». Эта постановка имела большой успех.
Проработав два сезона, Дрейден ушёл из театра. Месяц работал по ночам шофёром — развозил ночью хлеб, а днём сочинял пьесы и разыгрывал их со своим товарищем Вячеславом Захаровым. Вернулся обратно, когда Акимова уже не было. Работал с учеником Товстоногова Вадимом Голиковым. Потом туда пришёл Пётр Фоменко.
Также, помимо работы в театре, начал сниматься в кино. В основном в эпизодах, в фильмах: «Пока фронт в обороне» и «Четыре страницы одной молодой жизни», а также в постановках «Ленфильма». В телеспектакле «Смерть Вазир-Мухтара» — роль Осипа Ивановича Сенковского и в телеспектакле «Жизнь Матвея Кожемякина», где играет Прачкина.
Первая большая роль в фильме 1967 года Литовской киностудии — «Поворот», где сыграл сержанта Андрея Воронцова, спасающего литовских детей, оказавшихся в первые дни войны далеко от дома, в школьном автобусе на оккупированной фашистами территории.

### 1970-е годы
В 1970-е годы Дрейден много играл в Театре комедии: Одиссей в «Троянской войны не будет» у Петра Фоменко, лакей Видоплясов в «Селе Степанчикове» у Вадима Голикова, Пашка-интеллигент в его же «Ремонте». Вместе с Вячеславом Захаровым они составляли постоянную и редкую клоунскую пару: рыжий и белый (Дрейден). Из спектакля в спектакль — от «Романтиков» Эдмона Ростана, где они были отцами семейств, до социальных одноактовок Антохина, в которых Дрейден и Захаров играли советских работяг.
Мы — партнёры до сих пор в театре, на радио — везде, известная пара, как Ширвиндт с Державиным.
В конце 1968 года Сергея Дрейдена пригласил в свой фильм «О любви» режиссёр Михаил Богин. Фильм снимался по сценарию Юрия Клепикова, и Дрейден должен был там играть маленькую роль, но исполнитель главной мужской роли приехать на съёмки не смог, и режиссёр предложил роль Мити Сергею Дрейдену. В фильм вошёл эпизод, когда Дрейден купается в проруби. С 1967 года актёр занимался моржеванием и это увлечение было решено внести в фильм. Картина имела успех у зрителей, но после эмиграции в США Виктории Фёдоровой, исполнительницы главной роли фильма, картину отложили на полку на двадцать лет.
В 1973 году Дрейден вновь снимался у Богина, в ленте «Ищу человека», где исполнил небольшую роль молодого архитектора.
Играл небольшие роли в фильмах «Умные вещи», «О тех, кого помню и люблю» 1973), «Мой дом — театр», «Воздухоплаватель», «Необыкновенное воскресенье», «Полковник в отставке» (1975 года).

### 1980-е годы
Ещё в самом начале 1970-х Дрейден вместе с Вячеславом Захаровым стали активно записываться на Ленинградском радио у Галины Ивановны Дмитренко. После ухода из Театра Комедии в 1980 году Дрейден много работал на радио, а после дизайнером в Институте морского флота и печатником в типографии. После рождения сына Николая в декабре 1980 года Дрейден со своей третьей супругой, драматургом Аллой Николаевной Соколовой и сыном уехали на родину жены, в Киев. Там семья жила два года, а в 1983 году вернулась в Ленинград. С 1985 года Дрейден три сезона подряд работал в высокогорной геологической экспедиции в Восточной Сибири.
Одна из причин моего ухода из театра связана с тем, что мы соединились с Аллой Соколовой и стали жить семейно-театральной жизнью: сочиняли спектакли, для которых Алла писала диалоги и целые пьесы. Это было радостно. Кроме того, это давало свободу: я мог летом уезжать в геологические партии.
Про жизнь в геологических партиях Сергей Дрейден вспоминает так:
Надо было деньги зарабатывать. Носил пробы. Эти геологи были научными — докембрий их интересовал, вечность такая. И это изумительно, что вы: я был в высокогорной экспедиции. Нас — семь человек — забрасывали на вертолётах, мы подолгу не видели никого, кроме золотоискателей... Муйский хребет, Восточная Сибирь. Представляете: открытые граниты, промытые, чистенькие — просто экспонаты. Так вот, они делали сколы, а потом это всё собирается, и ты несёшь это на базу — туда, где лагерь разбит.
С 1986 года в проекте «Домашний театр» (в Театральном музее) играл в моноспектакле «Немая сцена» (импровизация по «Ревизору» Н. В. Гоголя), где исполнял все роли. Спектакль, приуроченный к 150-летию этого сочинения и задуманный сперва как работа для экскурсантов Театрального музея и рассчитанный на нескольких традиционных исполнителей, постепенно видоизменился. В осуществлении затеи участвовали режиссёр и актриса БДТ Варвара Шабалина и драматург Алла Соколова(его жена). За 8 лет существования этого спектакля Дрейден сыграл его 125 раз.
Вместе с женой играли в парных спектаклях вдвоём. В спектакле по пьесе Аллы Соколовой «Люди, звери и бананы» и «Игра в джин» Кобурна.
Возвращение Дрейдена в кино состоялось в 1987 году, когда режиссёр Юрий Мамин пригласил его на главную роль в фильме «Фонтан» по сценарию Владимира Вардунаса. Во всех своих частностях фильм достоверно воспроизводит быт и среду обитания советских граждан со всеми абсурдами и бытовыми неустройствами, преподанными в жанре сатирической комедии. Фильм вышел на экраны в 1988 году.

### 1990-е годы
В 1990-м году вышли два фильма с участием Сергея Дрейдена: «Танк Клим Ворошилов-2» режиссёра Игоря Шешукова и «Луковое поле» Александра Шабатаева. В первом фильме показаны первые недели Великой Отечественной войны, где Дрейден предстаёт в роли интеллигентного, тихого, слабого здоровьем учителя физики, который ценой жизни вместе с контуженным танкистом и двумя молодыми бойцами защищал городок от наступления гитлеровских войск в танке «КВ-2».
В 1992 году Юрий Мамин приступил к съёмкам фильма «Окно в Париж» по сценарию Вардунаса и Аркадия Тигая и пригласил на пробы Сергея Дрейдена.
О пробах Сергей Дрейден вспоминает:
И начали парики надевать, румянить, мо́лодца из меня делать… А лица нет. Чувствую, как мне хочется встать и уйти навсегда. Юра рядом стоит и шутит, кто-то рядом стоит и шутит… Я сижу и шучу… Но свинцом наливаюсь. Так на фотопробах и остался со «свинцовым глазом». Не пойдёт. После мне позвонил Юра и сказал: «Мы найдём тебе какую-нибудь роль, что-нибудь придумаем…» Я огорчился: ведь в мыслях так и взлетал уже по Эйфелевой башне. Готов был «нырять» в роль. А мне сказали: будешь ходить в другой бассейн и в другое время. Месяц прошёл. И вдруг вечером звонит Юра и говорит: «Серёжа, я остановил съёмки. Не могу, не получается. Давай?…»
Фильм снимался весной — летом 1992 года. Съёмки проходили в Санкт-Петербурге и Париже. Главные роли исполнили те же самые актёры, которые снялись у Мамина в «Фонтане»: Дрейден, Виктор Михайлов и Нина Усатова.
Ключевым моментом фильма стала фраза, сказанная героем Сергея Дрейдена, учителем музыки Чижовым, обращённая к своим ученикам, к детям, решившим остаться в Париже навсегда: «Вы родились в неудачное время, в несчастной, разорённой стране. Но это же ваша страна. Неужели вы не можете сделать её лучше? Ведь многое зависит от вас…»
В 1993 году вышли другие фильмы с участием Сергея Дрейдена: «Вива, Кастро» Бориса Фрумина, «Владимир Святой» Юрия Томошевского и короткометражка «Друг войны», снятая Геннадием Новиковым по мотивам книги Альбера Камю «Письма к немецкому другу».
В следующие пять лет Дрейден снялся в картинах: «Юноша из морских глубин» (1994), «Цирк сгорел, и клоуны разбежались» Владимира Бортко (1997) и «Цветы календулы» режиссёра Сергея Снежкина (1998). За роль в фильме «Цветы календулы» получил приз за лучшую актёрскую работу на кинофестивале «Окно в Европу» в Выборге в 1998 году.
Работы в кино Дрейден совмещал с работой в театре. В 1995 году его пригласили в Москву, в театральный центр имени Ермоловой, на роль Аргана в спектакле «Мнимый больной».
Через год, в 1996 году, в подвале галереи «Борей» состоялась премьера спектакля «Мрамор» по пьесе Иосифа Бродского в постановке Григория Дитятковского, где Дрейден играл Туллия в паре с Николаем Лавровым.
С 1997 года работал в АБДТ им. Г. А. Товстоногова. И в 1998 году играл там в спектакле «Отец», по пьесе Стриндберга, в постановке Григория Дитятковского.

### 2000-е годы
28 апреля 2000 года в Театре на Литейном в постановке Григория Дитятковского состоялась премьера спектакля «Потерянные в звёздах», по одноимённой пьесе Ханоха Левина, где Дрейден играл Шмуэля Спрола. Спектакль шёл несколько сезонов подряд.
В начале 2000-х Дрейден много играл в кино. В 2001 году вышли картины с его участием: «Подари мне лунный свет», режиссёра Дмитрия Астрахана, короткометражка «Жихарь» екатеринбургского режиссёра Андрея Анчугова, сказка-комедия «Сказ про Федота-Стрельца» Сергея Овчарова.
Главным фильмом начала десятилетия следует считать «Русский ковчег» в постановке Александра Сокурова, где у Дрейдена главная роль маркиза де Кюстина, в фильме — путешественника по эпохам России, вне пространства и времени.
Сокуров сразу предложил роль мне, и я сейчас думаю: «Если бы я отказался, жалел об этом». Это уникальный проект: в определённый день за полтора часа одним дублем надо зафиксировать камерой массу событий нашей истории. Съёмки шли с риском, напряжением, азартом
В 2003 году за роль в «Русском ковчеге» Сергей Дрейден получил приз за лучшую мужскую роль на международном кинофестивале фантастических фильмов.
В последующие годы вышли следующие картины с участием Сергея Дрейдена: «Не делайте бисквиты в плохом настроении» Григория Никулина, комедия «Челябумбия» Валерия Быченкова, драма «Срочный фрахт» Арменака Назикяна, снятая по одноимённому рассказу Бориса Лавренёва.
В 2003 году Владимир Машков пригласил Дрейдена на роль Мейера Вульфа в свой фильм «Папа», по мотивам пьесы Александра Галича «Матросская тишина». Увидев Дрейдена в этом фильме, режиссёр Андрей Эшпай пригласил актёра в свою картину «Многоточие».
В 2007 году вышел фильм Григория Никулина «Антонина обернулась», в которой Дрейден снялся с Юрием Шевчуком и уже в пятой картине — вместе с Эрой Зиганшиной.
В 2008 году режиссёр Владимир Бортко пригласил Дрейдена на роль Янкеля в свой фильм «Тарас Бульба». Актёр поначалу наотрез отказался сниматься, но со временем согласился:
Я благодарен режиссёру Владимиру Бортко за то, что он настоял на своём. Поначалу я наотрез отказывался, но потом перечитал «Тараса Бульбу» и подумал: «Почему нет?» Кинопробы не проводились, но мы договорились с постановщиком: сделаем пробную съёмку для меня самого. После этого стало ясно: роль моя. Дорожу этим результатом
В 2009 году вышел биографический фильм о жизни Иосифа Бродского — «Полторы комнаты, или Сентиментальное путешествие на родину» режиссёра Андрея Хржановского, где Сергей Дрейден сыграл небольшую, но яркую роль дяди Бродского.
В свою очередь, увидев Дрейдена в «Многоточии» Эшпая, режиссёр Борис Хлебников пригласил его в картину «Сумасшедшая помощь» на роль инженера.
Сергей Дрейден:
С Борисом Хлебниковым мы ещё вне съёмочной площадки несколько раз прошли весь сценарий: я проговаривал текст и за себя, и за партнёров, и мы это долго обсуждали. Потом я просил его читать текст. По сути дела, мы провели несколько настоящих театральных репетиций: уходили в глубь материала и обменивались в связи с этим своими жизненными впечатлениями, ассоциациями. Мы играли этюды с Анной Михалковой, которая снялась в роли моей дочери. Точно так же мы репетировали с моим основным партнёром по фильму Евгением Сытым. А непосредственно перед съёмками каждый вечер в гостиничном номере Бориса мы всё подробно прорабатывали ещё раз.
За эту роль Сергей Дрейден был удостоен премии «Ника» за лучшую мужскую роль второго плана в 2010 году.
Последней ролью, которую Сергей Дрейден воплотил на сцене, стал Иван Ильич Туб в спектакле, поставленном Андреем Анатольевичем Могучим в БДТ им. Г.А. Товстоногова «Три Толстяка. Эпизод 7. Учитель» (2021 г.). Работа над спектаклем пришлась на период пандемии и продолжалась около двух лет. В основе сюжета эпизода, над которым работали А. Могучий и С. Щагина, лежит личная история Сергея Дрейдена, связанная с детскими переживаниями по поводу ареста его отца и признания его «врагом народа». Контекстуально этот эпизод раскрывает связь «Ублюдка с железным сердцем» и Суок, которая является одной из линий Эпизода 2. Создатели спектакля одновременно заявляют Эпизод 7 и как последний в сериале о «Трех толстяках», и как произвольно пронумерованный, что дает свободу театру в вопросе выхода из номерных рамок повествования. 
В 2025-м году БДТ им. Г.А. Товстоногова предлагает к просмотру эпизод, сыгранный Сергеем Дрейденом на сцене театра, в формате кинопоказа, организованного на Малой сцене. Монтаж, который видят зрители, сделан А. Могучим для премии «Золотой Софит» и лично одобрен Сергеем Дрейденом. 

## Сергей Дрейден — художник
В 2011 году К 70-летию Дрейдена была приурочена выставка «Моя жизнь в картинках» в галерее «Борей» (Литейный пр. 58), где 15 лет назад состоялась первая выставка его рисунков.
Рисунки делались Сергеем Дрейденом в разные годы на подручном материале: бумага, картонки, часто упаковочный гофрированный картон, вовсе, казалось, непригодный для художества.
Все эти беглые портреты, пейзажи, жанровые картинки меньше всего фиксируют реальность: они, скорее, своеобразные сказки о ней. Преображающая фантазия художника смещает планы и масштабы, подчёркивает главное и не обращает внимания на второстепенное. Точнее, главное и второстепенное в композициях меняются местами и создают эффект отстранения, как в акимовских декорациях. Не случайно Николай Павлович Акимов, создатель Театра комедии, где начинался театральный путь Дрейдена, с интересом отнёсся к рисункам молодого артиста и поощрил его художественные опыты.
Многие рисунки были сделаны по горячим следам — это прежде всего спектакли, в которых артист участвовал, но мог одновременно видеть их со стороны. Таковы, например, блестящие зарисовки к «Селу Степанчикову». Нежные пейзажи Киева, города, где рос сын Коля. Отчий дом с красной мебелью, ёлкой, откуда увозит отца чёрный «воронок», питерский вид из окна, улица, по которой маршируют пожарные и катят катафалки, вокзальный зал на Удельной с фигурами по-шагаловски размётанными, словно в фантастическом спектакле или во сне.
Особое место занимают в этом собрании автопортреты. В графических набросках актёр изучает свои лицо и тело, это как пробы на гибкость и пластичность собственной фактуры, своего материала для театра. Образы и роли появляются в автозарисовках как варианты сценического — не грима — лица-маски. Очарование этой художественной исповеди уникально, как уникальна сама творческая биография актёра Сергея Дрейдена.

### Смерть
Скончался 8 мая 2023 года в Иматре, Финляндия, на 82-м году жизни. 5 июня 2023 года в БДТ прошла гражданская панихида, затем состоялось отпевание в храме Вознесения Христова, после чего тело было кремировано. Прах захоронен на Шуваловском кладбище.

## Семья
Первый брак (1961—1965).
- Дочь — Екатерина Сергеевна (род. 1962).

Второй брак (1966—1981).
- Сын — Касьян Сергеевич (родился 14 августа 1968 года в Ленинграде), работал заместителем генерального директора ЗАО «Модерн», промодиректором радиостанции «Авторадио». Руководитель департамента промопроектов ВКПМ-Санкт-Петербург.
- Дочь — Елизавета Сергеевна (родилась 7 октября 1980 года в Ленинграде), актриса театра, певица, преподаватель, дирижёр хора, член Международного музыкального фестиваля Баварской музыкально академии Marktoberdorf, постоянный член жюри немецкого детского конкурса Jugend Musiziert. Живёт в Германии.

Третий брак — Алла Николаевна Соколова (2 февраля 1944 — 21 декабря 2018), актриса, драматург.
- Сын — Николай Сергеевич Дрейден (родился 17 декабря 1980 года в Ленинграде), действительный член Гильдии кинорежиссёров России, сценарист и педагог, режиссёр игровых и документальных фильмов. 1-я жена Николая — актриса Елена Дрейден (род. 1981), имеющая сына Никиту (род. 2006) от первого брака с режиссёром Максимом Диденко. 2-я жена Николая — хореограф Полина Митряшина.
  - Внучка (от первого брака сына) — София (род. 2011)
  - Внучка (от второго брака сына) — Кира (род. 2018)

Четвёртый брак — Татьяна Григорьевна Пономаренко (род. 24 января 1954), президент Автономной некоммерческой организации культуры «Творческий центр Борей АРТ».
Друзьями детства Сергея Симоновича Дрейдена были актёр Пётр Меркурьев (сын актёра Василия Васильевича Меркурьева и Ирины Всеволодовны Мейерхольд) и писатель Сергей Довлатов.

## Творчество

### Роли в театре

#### Театр на Литейном
- 1964 — «Каменное гнездо»

#### Ленинградский театр комедии имени Н. П. Акимова
- 1965 — «Гусиное перо» (С. Лунгин, И. Нусинов, режиссёр Н. П. Акимов (режиссёр ввода Л. Цуцульковский) — Волик Гора
- 1970 — «Село Степанчиково и его обитатели» (по одноимённой повести Ф. М. Достоевского, режиссёр Вадим Голиков) — Видоплясов
- 1972 — «Маленькое окно на великий океан», по книге Расула Гамзатова «Мой Дагестан», режиссёр Вадим Голиков
- 1973 — «Троянской войны не будет» (Ж.Жироду, режиссёр Пётр Фоменко) — Одиссей
- 1973 — «Горячее сердце» (А. Островский, режиссёр Вадим Голиков), моноспектакль — Наркис
- 1974 — «Романтики» (Э. Ростан) — Бергамен
- 1974 — «Концерт для…» (Михаил Левитин, Вадим Голиков) — Фортепиано
- 1975 — «Квартет» — Вадим

#### Театр на Литейном
- 1976 — «Ремонт» (М. Рощин, режиссёр В. С. Голиков) — Пашка
- 1977 — «Инкогнито» — Соловей

Антреприза
- «Люди, звери и бананы» (по пьесе Аллы Соколовой)
- «Игра в джин» (Л. Д. Кобурн)

#### Театр «Четвёртая стена»
- 1986 — «Немая сцена», (импровизация по «Ревизору» Н. В. Гоголя, режиссёр Варвара Шабалина) — все роли

Антреприза
- 1990 — «Бес счастья» (композиция по произведениям Шолом-Алейхема) — папа

#### Московский драматический театр имени М. Н. Ермоловой
- 1995 — «Мнимый больной» (Ж.-Б. Мольер, режиссёр Алексей Левинский) — Арган

#### Приют Комедианта
- 1995 — «Как всё меняется» — спектакль-пантомима

#### Борей
- 1996 — «Мрамор» (И. Бродский, режиссёр Григорий Дитятковский) — Туллий

#### БДТ им. Г. А. Товстоногова
- 1998 — «Отец» (Юхан Стриндберг, режиссёр Григорий Дитятковский) — Адольф
- 1999 — «Лес» (Александр Островский, режиссёр Адольф Шапиро) — Несчастливцев
- 2003 — «Двенадцатая ночь» (Уильям Шекспир, режиссёр Григорий Дитятковский) — Орсино
- 2021 — «Три толстяка. Эпизод 7. Учитель» (Юрий Олеша, режиссёр Андрей Могучий) — Иван Ильич Туб

#### МХТ им. А. П. Чехова
- 2004 — «Вишнёвый сад» (по пьесе А. П. Чехова, режиссёр Адольф Шапиро) — Гаев

#### Et cetera
- 2007 — «451° по Фаренгейту» (Рей Брэдбери, режиссёр Адольф Шапиро, премьера 22.12.2007) — Фабер

#### Театр на Литейном
- 2000 — «Потерянные в звёздах. Lost in the Stars» (по пьесе Ханоха Левина «Торговцы резиной», режиссёр Григорий Дитятковский, премьера состоялась 28 апреля 2000 года) — Шмуэль Спрол
- 2008 — «Жизнь в театре» (Дэвид Мэмет, режиссёр Олег Куликов, премьера 04.05.2008) — Роберт

#### ТЮЗ имени А. А. Брянцева
- 2010 — «Король Лир» (Уильям Шекспир, режиссёр Адольф Шапиро, премьера состоялась в декабре) — Король Лир
- 2014 — «Вино из одуванчиков, или Замри» (Р. Брэдбери (автор инсценировки — А. Шапиро), режиссёр Адольф Шапиро, премьера состоялась в сентябре) — Полковник

#### Приют Комедианта
- 2011 — «Мой уникальный путь» — трагикомедия по пьесе Брайана Фрила «Целитель верой», режиссёр Григорий Дитятковский, премьера состоялась 02 декабря 2011 года — Тэдди
- 2013 — «Пигмалион» — комедия по пьесе Джорджа Бернарда Шоу, режиссёр Григорий Дитятковский, продолжительность спектакля 3 часа, с одним антрактом. Премьера состоялась 12 декабря 2013 года — Альфред Дулитл[26]

### Работы на телевидении
- 1964 — Улыбки Уильяма Сарояна — рассказ Откуда я родом, там люди воспитанные (Телеспектакль)
- 1967 — Жизнь Матвея Кожемякина (Фильм-спектакль) — Прачкин
- 1969 — Смерть Вазир-Мухтара — Осип Сенковский, публицист
- 1988 — Стриптиз (Телеспектакль)
- 1996 — Карьера Артуро Уи (Телеспектакль)
- 2006 — В музей - без поводка. Документальный сериал по Телеканалу Культура — Платон Платонович. В сериях:
  - 37 серия (эфир от 18 августа 2006) — Борис Кустодиев. Купчиха за чаем;
  - 38 серия (эфир от 25 августа 2006) — Рембрандт. Возвращение блудного сына;
  - 39 серия (эфир от 01 сентября 2006) — Иван Айвазовский. Девятый вал.

### Фильмография
В титрах — Сергей Дрейден:
- 1960 — Осторожно, бабушка! — в титрах не указан — участник собрания в Доме культуры, наблюдающий за шахматной игрой
- 1961 — Будни и праздники — эпизод
- 1962 — Порожний рейс — в титрах не указан — спасатель
- 1964 — Пока фронт в обороне — солдат
- 1966 — В городе С. — в титрах не указан — пьяный на похоронах / гимназист, гоняющий собаку
- 1966 — Кто придумал колесо? — Виктор
- 1967 — Поворот — Андрей Воронцов
- 1967 — Четыре страницы одной молодой жизни — провожающий
- 1967 — Происшествие, которого никто не заметил — в титрах не указан — грузчик
- 1970 — О любви — Митя Велихов[27]
- 1973 — О тех, кого помню и люблю — Юра Колтун
- 1973 — Ищу человека — архитектор
- 1973 — Умные вещи — старый лакей
- 1975 — Мой дом — театр — судейский чиновник
- 1975 — Воздухоплаватель — Пьер Леру
- 1975 — Необыкновенное воскресенье — в сценах из спектакля Академического театра Комедии «Романтики».
- 1975 — Полковник в отставке — Ларгин, корреспондент АПН
- 1978 — По улицам комод водили — в титрах не указан — автомобилист, в машину которого садится героиня Натальи Селезнёвой
- 1979 — Пани Мария — солдат

В титрах — Сергей Донцов:
- 1988 — Фонтан — Пётр Николаевич Лагутин
- 1988 — Опасный человек — Никодим Петрович
- 1989 — Не покидай... — в титрах не указан — эпизод
- 1990 — Танк Клим Ворошилов 2 — учитель Непомнящий
- 1990 — Луковое поле — Философ
- 1993 — Окно в Париж — Николай Николаевич Чижов, учитель
- 1993 — Вива, Кастро! — Матвей Семёнович, отец Коли
- 1993 — Владимир Святой — Старец
- 1993 — Друг войны[28] — католический священник
- 1994 — Юноша из морских глубин
- 1998 — Цветы календулы — Николай, художник
- 1998 — Цирк сгорел, и клоуны разбежались — Алексей
- 2001 — Сказ про Федота-Стрельца — узник
- 2001 — Подари мне лунный свет — Пётр Семёнович Манькин / пророк
- 2001 — Жихарь — врач-гинеколог, Филипп Арнольдович
- 2002 — Не делайте бисквиты в плохом настроении — мистер Икс (Никифор)
- 2002 — Челябумбия —  дядя Сима

В титрах — Сергей Дрейден:
- 2002 — Русский ковчег — Путешественник (маркиз де Кюстин)
- 2003 — Срочный фрахт — Лейзер Абрамович Цвибель
- 2004 — Папа — Мейер Вульф
- 2004 — Гибель империи — Гроховской
- 2004 — Удалённый доступ — отец Сергея
- 2006 — Ёлка — Артист
- 2007 — Многоточие — скульптор, второй муж Киры Георгиевны
- 2007 — Антонина обернулась — Николай Иванович, муж Антонины
- 2007 — Дом на Английской набережной — старик в летнем саду
- 2008 — Из пламя и света... — старший медик Гвардейского корпуса
- 2008 — Немая сцена (Фильм-спектакль) — Хлестаков, городничий, Ляпкин-Тяпкин, Хлопов, Земляника, Анна Андреевна, Марья Антоновна, Осип, Держиморда и др.
- 2009 — Тарас Бульба — Янкель
- 2009 — Полторы комнаты, или Сентиментальное путешествие на родину — дядя Бродского
- 2009 — Сумасшедшая помощь — Инженер
- 2009 — Событие — писатель
- 2009 — Иван Грозный — Антонио Поссевино
- 2009 — Маленькие трагедии — Барон (Скупой рыцарь), Сальери
- 2011 — Ночной таверны огонёк — ростовщик
- 2011 — Искупление — профессор Павел Данилович
- 2012 — Жизнь в театре — Роберт
- 2013 — Арвентур. Тайна морского пейзажа — Вань Фу, учитель
- 2013 — Куприн. Серия «Впотьмах» — Осип Осипович Гольдберг
- 2015 — Охрана — доктор
- 2018 — Ван Гоги — дед Маши
- 2020 — Блокадный дневник — отец Ольги
- 2021 — Петровы в гриппе — мужчина в библиотеке
- 2022 — Похожий человек — Иваныч

### Озвучивание
- 2002 — Павел I — документальный фильм, режиссёр Александр Кривонос — текст за кадром
- 2002 — Небоскрёбы Москвы — текст за кадром
- 2002 — Душа Петербурга. Документальный фильм. Режиссёр А. Кривонос, студия «Квадрат-Фильм» — текст за кадром
- 2004 — Неизвестный Петергоф. Возвращение «Самсона» — текст за кадром
- 2004 — Неизвестный Петергоф. Большой каскад — текст за кадром
- 2005 — Герман, сын Германа. Документальный фильм в пяти выпусках — текст за кадром
- 2005 — Французский дом, документальный фильм. Режиссёр — Владислав Виноградов. Леннаучфильм. — текст за кадром
- 2006 — Александр Володин: Печальный марафон. (Документальный фильм в телецикле «Больше, чем любовь», канал «Культура») — текст за кадром
- 2007 — Монолог в четырёх частях. Юрий Норштейн. (Документальный фильм) — текст за кадром
- 2009 — Дама с собачкой. Фотофильм Юлия Колтуна — текст за кадром[29][30]
- 2011 — Красуйся, град Петров! — Документальный сериал по ТК Культура — (1 сезон, 12 серий) — текст за кадром
- 2012 — Красуйся, град Петров! — Документальный сериал по ТК Культура — (2 сезон, 22 серии) — текст за кадром
- 2013 — Красуйся, град Петров! — Документальный сериал по ТК Культура — (3 сезон) — текст за кадром

### Радиотеатр
- Радиоспектакль — История города Глупова (повесть М.Салтыкова-Щедрина). 1989 год. Радиоспектакль, Ленинградское радио. Продолжительность: 1 час 53 минуты — князь
- Радиоспектакль — Другой, или Один час из жизни Обломова, рассказ И. А. Гончарова, 2004 год — текст от автора
- Радиоспектакль — Полосатый рейс, рассказ В. Конецкого, 2008 год, продолжительность 47 минут.

### Аудиокниги
- Аудиокнига — Галина Галахова: «Лёгкий кораблик - капустный листок». 2007 год, аудиоспектакль. Продолжительность: 58 минут — папа
- Аудиокнига — Владимир Набоков: Весна в Фиальте. Время звучания: 01 час 02 минуты — текст читают: Сергей Дрейден и Анна Алексахина
- Аудиокнига — М. Булгаков: Новые похождения Чичикова, 2008 год. Издательство: Радио России «Санкт-Петербург». Театр у вас дома. Продолжительность: 46 минут 57 сек. — текст от автора
- Аудиокнига — Г. Майринк «Голем», 2009 год — Архивариус Гиллель[31]
- Аудиокнига — Платон: «Пир» 2009 год — Сократ
- Аудиокнига, СD-диск, выпущен в марте 2010 года — Прогулка с Достоевским. Автор: Вера Бирон — голос Достоевского[32]
- Аудиокнига, СD-диск, — Сон смешного человека, (по рассказу Ф. М. Достоевского) — моноспектакль Сергея Дрейдена[33]
- Аудиокнига — Сильвестр, 2011 год, аудиоспектакль. Премьера на Радио России — Санкт-Петербург в феврале 2011 г. Продолжительность: 1 час 26 минут — лекарь / скрипач
- Аудиокнига — Карел Чапек, рассказы: «Интервью», «Ореол», «Паштет», «Прожигатель жизни», «Человек, который умел летать», 2011 год, продолжительность: 59 минут — читают: Сергей Дрейден и Александр Лыков
- Аудиокнига — Рассказы А. П. Чехова: «Толстый и тонкий», «Хамелеон», «Не в духе», «Радость», «Беспокойный гость», «Лошадиная фамилия», «Размазня», «Злоумышленник», «Злой мальчик», «Либерал» и другие.
- Аудиокнига — Рассказы Михаила Зощенко: «Бабушкин подарок», «Не надо врать», «Глупая история», «Показательный ребёнок» и другие.
- Аудиокнига — Дина Рубина: «Двойная фамилия». Продолжительность: 45 минут — Воздвиженский
- Аудиокнига — Эрнест Сетон-Томпсон: «Уличный певец» — весь текст
- Аудиокнига — Юрий Коваль: «От Красных ворот». Продолжительность: 49 минут — весь текст
- Аудиокнига — Юрий Коваль: «Недопёсок». Продолжительность: 1 час 24 минуты — весь текст
- Аудиокнига — Андрей Битов «Жизнь в ветреную погоду». Продолжительность: 1 час 49 минут — весь текст
- Аудиокнига — Владимир Набоков: Адмиралтейская игла. Время звучания: 37 минут — весь текст
- Аудиокнига — Аркадий Гайдар: Чук и Гек. Время звучания: 51 минута — текст от автора
- Аудиокнига — Николай Лесков: Воительница, Радио России, Санкт-Петербург. Продолжительность: 01:49:37. Читают Архивная копия от 7 февраля 2017 на Wayback Machine: Светлана Крючкова и Сергей Дрейден.

### Документальные фильмы
- 1977 год — Метро, метро... Или размышления под Невским проспектом — документальный фильм о ленинградском метрополитене. Производство Ленинградского телевидения — закадровый текст
- 2004 год — Василий Васильевич Меркурьев. Режиссёр: Наталия Урвачева — воспоминаяния и закадровый текст
- 2007 год — Фонтан… или когда бы не было так грустно…. Фильм о фильме Юрия Мамина «Фонтан». Производство: Санкт-Петербург, 5-й канал. Режиссёры: Татьяна Вольская, Нонна Бокарева — воспоминания
- 2012 год — Предчувствие новой интонации.
- 2016 год — Блеск и горькие слёзы российских императриц. Документальный сериал. 4 фильма — ведущий
- 2016 год — Дрейден-сюита режиссёр Владимир Непевный

## Призы и награды
- 1998 — Приз за лучшую актёрскую работу на кинофестивале «Окно в Европу», за роль в фильме «Цветы календулы» (Выборг).
- 1998 — Лауреат премии «Золотой софит» (Санкт-Петербург).
- 2000 — Лауреат премии «Золотая маска» в номинации «драматический актёр» за роль Адольфа в спектакле «Отец» (по пьесе А. Стринберга, Малая сцена АБДТ им. Товстоногова, постановка Г. Дитятковского).
- 2001 — Лауреат премии «Золотая маска» в номинации «драматический актёр» за роль в спектакле «Потерянные в звёздах» (пьеса Ханоха Левина «Продавцы резины» [Государственный драматический Театр на Литейном], постановка Г. Дитятковского).
- 2003 — Приз за лучшую мужскую роль на МКФ фантастических фильмов за роль в фильме «Русский ковчег» (г. Малага).
- 2010 — Премия «Ника» за лучшую мужскую роль второго плана за роль в художественном фильме «Сумасшедшая помощь».
- 2011 — Премия «Золотой софит» «за лучшую мужскую роль»: роль Короля Лира в одноимённом спектакле в постановке Адольфа Шапиро.
- 2012 — Премия имени Владислава Стржельчика. 31 января 2012 года[34][35].
- 2012 — Премия «Золотой софит» «за лучшую мужскую роль»: роль в спектакле Григория Дитятковского «Мой уникальный путь»[3].
- 2012 — Премия имени Андрея Толубеева. Награда «За легендарный творческий путь и уникальную самостоятельность в актёрской профессии»[4].
- 2013 — Царскосельская художественная премия[36].